# دبیرستان شاهرضا
دبیرستان شاهرضا که امروزه به آن دبیرستان ماندگار علی شریعتی می‌گویند یکی از دبیرستان‌های قدیمی شهر مشهد که در خیابان شیرازی،  کوچه باغ عنبر واقع شده است.

## پیشینه
مهم ترین دبیرستانی که از ۱۳۰۴ به بعد، خارج از سیستم دولتی تأسیس شد دبیرستان شاهرضا بود. این دبیرستان تا سال ۱۳۰۹ به عنوان ضمیمه مدرسه رضویه در محل اداره آستان قدس رضوی فعالیت داشت. برای اولین بار در سال ۱۳۰۷ دو کلاس اول و دوم متوسطه و در سال ۱۳۰۸ کلاس سوم متوسطه در محل این آموزشگاه دایر شد. این اقدام بخشی از فعالیت هایی بود که توسط محمد ولی خان اسدی نایب التولیه آستان قدس انجام گرفت.
نایب التولیه ضمن گسترش فعالیت های آموزشی، اقدام به ساختن فضای آموزشی به سبک جدید برای دبیرستان نمود. به همین منظور در اراضی باغ عنبر، دبیرستان جدیدی احداث و این مجموعه که با امکانات مناسبی ساخته شده بود رسما در سال تحصیلی ۱۱- ۱۳۱۰ افتتاح شد و کار خود را آغاز کرد. این دبیرستان با نظارت مهندس طاهرزاده بهزاد به مبلغ چهارصد و ده هزار ریال ساخته شد.

## مشاهیر

### ادبی
- مهدی اخوان ثالث
- احمد شاملو
- علی اکبر فیاض
- محمدرضا شجریان
- فریدون مشیری
- علی شریعتی
- علی اکبر شهابی
- محمد پروین گنابادی

### سیاست
- فریدون سعادت قدسی نیا
- سید محمود روحانی

### تجارت
- محمود خیامی
- احمد خیامی

### موسیقی
- محمدتقی مسعودیه